# 国際リゾート短期大学校
国際リゾート短期大学校（こくさいリゾートたんきだいがっこう）は、かつて三重県度会郡二見町（現・伊勢市）に存在した職業能力開発短期大学校。略称はリゾート短大。サービス業に関する認定職業訓練の施設として職業能力開発短期大学校の形態をとった日本最初の事例であった。
入校資格を運営団体である三重県サービス技能協会の加盟企業の従業員に限ったため、平成不況のあおりを受けて学生数が減少し、1991年（平成3年）の開校からわずか7年で閉校に追い込まれた。

## 概要
職業訓練法人三重県サービス技能協会がホテルやレストランなどのサービス業に要求される知識・技能を持つ者を育成する目的で設置された。当時の日本ではどの業界でも人材確保が急務になっており、職業能力開発短期大学校の設置はサービス業界では先進的な取り組みであった。開校時には三重県や二見町当局からも期待されたが、景気悪化で三重県サービス技能協会加盟企業が新入社員の採用を減らしたため、入学資格を持つ者が減少し、閉鎖を余儀なくされた。
授業では座学や英会話に加え、実務が重視された。これに対応するため校舎はリゾートホテルそのものの外観で、内装もホテルを模していた。建設費・備品購入費・運営費に至るまで日本国や三重県から多額の補助金を得ており、閉校時に三重県から一部返還を求められたものの、返還せぬまま運営母体の解散に至っている。

## 歴史
バブル景気真っただ中にあった1990年代初頭、日本では人材確保が課題となり、18歳人口が1992年（平成4年）度を頂点に減少することを見越して、全国的に企業・団体が専門学校などを開校し育成しようとする動きが見られた。特に総合保養地域整備法（リゾート法）に基づく「三重サンベルトゾーン」が指定されたことを受け、三重県ではサービス業の人材育成が求められるとみられた。
1990年（平成2年）1月5日、当時の三重県知事・田川亮三は年頭会見で職業訓練法人である三重県サービス技能協会が1991年（平成3年）4月に「国際リゾート短期大学校」の設置を進めていることを明らかにした。同校はリゾート観光サービス科のみを開設し、原則として学生は企業から派遣された者を受け入れる方針であると発表された。そして1990年（平成2年）6月14日、池の浦海水浴場のほど近くにある丘陵で校舎の起工式が行われた。リゾート短大の建設された二見町当局はリゾート地としてのイメージ向上と地域の雇用促進を短大に期待していた。
1991年（平成3年）4月15日、第1期生の入校式が挙行され、32人（うち女性10人）が入校した。学生は全員、三重県サービス技能協会の加盟各社の関連企業である伊勢志摩のホテルや観光施設に就職したばかりの新入社員であり、そのため各社の制服を身にまとって式に臨んだ。学生の出身地は三重県のみならず岐阜県・和歌山県・沖縄県と広域にわたった。こうして日本で14校目の職業能力開発短期大学校が開校した。
1996年（平成8年）には私立学校の経営再建実績のある弁護士でルネス学園グループ代表理事の谷澤忠彦が経営の立て直しに参与していることが報道された。しかし再建はかなわず、1997年（平成9年）度に学生募集を停止、1998年（平成10年）3月に最後の修了生7人を送り出すと同時に専従職員4人全員が退職した。そして4月から休校に入った。事実上の閉校である休校に至った最大の要因は学生不足であった。これを受けた三重県は補助金の目的が果たせていないとして、三重県サービス技能協会に対して校舎の建設費補助1億7600万円のうち校舎の資産価値に相当する8200万円の返還を求めた。

### 休校後
1999年（平成11年）時点で、三重県サービス技能協会は三重県当局と校舎の再利用に向けた協議を実施し、企業の研修所などへ転用できないか模索していた。2006年（平成18年）8月30日、伊勢市議会産業建設委員協議会でリゾート短大が10年にわたり土地賃貸料6300万円を滞納していることが明らかにされた。そして伊勢市は三重県サービス技能協会に土地賃貸料の支払いを求めて提訴した。これに対し三重県サービス技能協会は同年11月から破産手続きを開始し、校舎を売却しようとした。ところが校舎は売れなかったため、2008年（平成20年）12月に三重県議会生活文化環境森林委員会で補助金8200万円を回収できない見込みであることが公表された。
伊勢市はさらに2009年（平成21年）5月、三重県サービス技能協会に対し土地の明け渡しと建物（校舎）の撤去を求めた訴訟を提起した。6月には訴えが認められ、伊勢市は土地と建物を競売にかける権利を獲得したほか、前回訴訟に含まれていなかった2007年（平成19年）と2008年（平成20年）分の土地賃貸料の支払いも認められた。判決後、伊勢市と三重県サービス技能協会の清算人は土地と建物の売却を模索したがやはり売れず、建物の取り壊しには約4000万円がかかることが判明したため、それも見送られた。結局清算人から建物の贈与を受けることで土地賃貸料を放棄することで決着し、建物は2011年（平成23年）3月31日をもって閉館することが決まった伊勢市立郷土資料館の資料の収蔵庫として利用することになった。

## 訓練内容
開校前には、接客・販売に関する専門知識・技能の訓練を行い、ホテルマンや調理師を養成するとされた。具体的には実技指導のほか、接客心理学・観光論・食品学・実用英語を開講予定としていた。開校時にはそれらに加え、OA機器の操作も扱うと報じられた。そのほか校長の森貞昭三が受け持つ健康学の授業などがあった。
2年制の専門課程の高度職業訓練であり、1年目は養成訓練、2年目は専門訓練を行い、週4日の授業を年間1,000時間実施した。授業時間は9時から15時30分であった。開校前、授業料は所属企業負担と報じられたが、開校後の報道では自己負担が月2万円で企業負担が月6万円だった。

## 学生
学生は運営者の職業訓練法人三重県サービス技能協会に加盟する企業の社員であり、日中はリゾート短大で学び、早朝・夜間は所属企業に戻り労働に従事するという生活を送った。開校初期には「リゾート短大に入校するにはどの企業に就職すればいいのか」という問い合わせがあったというが、入校資格を協会加盟企業の従業員としたことが仇となり、1度も入校定員40人を満たしたことはなかった。（最も多かった開校年でも32人、少なかった1995年（平成7年）には15人しかいなかった。）開校後平成不況に見舞われ、協会加盟企業が従業員採用を減らしたため、入校する学生がいなくなってしまったのである。
開校から休校までの入校者数は143人で修了したのは89人であった。

## 校舎
校地面積は約8,655m2、校舎の延床面積は5,213m2であった。土地は二見町（合併以降は伊勢市）から借用していた。土地は、1989年（平成元年）に二見町が取得決定したことを受けて同町に代わって度会土地開発公社が取得し、公社と三重県サービス技能協会の間で1991年（平成3年）から20年間、年600万円で賃貸契約が締結された。
校舎は鉄筋コンクリート構造3階建てで、外観はリゾートホテルを模していた。ホテルのロビー・フロント・レストラン・和洋室を模した教室や英会話教室などが校内に設けられた。結婚披露宴会場もあった。1階にロビーとフロント、2階に和室と洋室がそれぞれ4室ずつ設置されていた。総工費は約6億4200万円で、備品購入費には1億1300万円を費やした。日本国や三重県からは開校時に1億3000万円の補助金を得ており、運営費として毎年500 - 800万円を交付されていた。

## 運営者
運営者は職業訓練法人三重県サービス技能協会であった。同協会は三重県内のホテル・旅館・観光業者らで結成された。協会加盟企業は1991年（平成3年）1月時点で35社、同年7月時点で39社あったが、1999年（平成11年）4月には14社に減っていた。リゾート短大設立時の会長は中西久が務めた。
休校時に協会に残った2億4000万円の負債は連帯保証人であった理事9人が負担した。協会は2006年（平成18年）11月から破産手続きに入った。この時点で協会が保有していた資産はリゾート短大の校舎のみで、この売却益で債権者に支払いを行うつもりであったが、校舎の買い手は見つからず、2008年（平成20年）12月に破産管財人は校舎を無料とみなして整理を終えるつもりであることが判明した。そして2009年（平成21年）までに解散し、以降は清算人が交渉窓口となっている。